# Пирогівський могильник
Пирогівський могильник — пам'ятка зарубинецької культури біля с. Пирогів (нині у складі м. Київ, на його південній околиці), на узвишші правого корінного схилу долини Дніпра. Досліджений 1966—1968 і 1989—1992. На площі близько 10 тис. м² розкопано 262 поховання з трупоспаленнями. Залишки кремацій розміщувалися просто в ґрунтових ямах або в урнах з органічного матеріалу, або одночасно на дні могили та в урні. Невелику кількість становили кенотафи — символічні поховання, в яких зовсім не було кісток. Крім того, частина поховань замість кальцинованих кісток людини мала тільки кальциновані кістки тварин. Поховання супроводжувалися чорнолощеними горщиками, мисками, кухлями, бронзовими та залізними фібулами, а також жертовною їжею. Могильник датується кінцем 3 — поч. 2 ст. до н. е. — середина 1 ст.
Крім поховань зарубинецької культури, досліджено інвентарні поховання скіфського часу — 6 трупоспалень та 12 трупопокладень.